# Thalassarachna raphidochela
Thalassarachna raphidochela är en kvalsterart. Thalassarachna raphidochela ingår i släktet Thalassarachna och familjen Halacaridae. Inga underarter finns listade i Catalogue of Life.